# Veaceslav Gojan
Veaceslav Gojan est un boxeur moldave né le 18 mai 1983.

## Carrière
Aux Jeux olympiques d'été de 2008 à Pékin, il remporte la médaille de bronze en poids coqs (-54 kg). Sa carrière amateur est également marquée par un titre européen à Ankara en 2011.